# Ministère fédéral de la Fonction publique et des Sports
Le ministère fédéral des Arts, de la Culture, de la Fonction publique et des Sports (en allemand : Bundesministerium für Kunst, Kultur, öffentlichen Dienst und Sport, BMKOES) est le département ministériel chargé de la politique culturelle, du patrimoine, de la fonction publique et des sports en Autriche.

## Historique
Le ministère est institué par la loi sur les ministères fédéraux (Bundesministeriengesetz) du 31 mars 2000, lors de la formation du gouvernement Schüssel I, en réunissant dans un département ministériel spécifique des compétences relevant de la chancellerie fédérale, à savoir le sport, et du ministère fédéral des Finances, c'est-à-dire l'administration publique.
Son unique titulaire a été Susanne Riess-Passer, présidente du Parti autrichien de la liberté (FPÖ) et qui occupait également les fonctions de vice-chancelière. Avec la formation du gouvernement Schüssel II, une nouvelle loi sur les ministères fédéraux est prise le 25 avril 2003, qui supprime le ministère et transfère l'ensemble de ses compétences à la chancellerie.
Le ministère est recréé en décembre 2017 à la suite de la formation du gouvernement Kurz I. Il est placé sous la direction de Heinz-Christian Strache, également vice-chancelier. Lors de la constitution en janvier 2020 du gouvernement Kurz II, la direction du ministère revient à nouveau au vice-chancelier, Werner Kogler, avec des compétences élargies aux questions culturelles et artistiques.

## Titulaire
| Nom | Nom                     | Dates du mandat | Dates du mandat | Parti  | Gouvernement                  |
| --- | ----------------------- | --------------- | --------------- | ------ | ----------------------------- |
| | Susanne Riess-Passer    | 04/02/2000      | 28/02/2003      | FPÖ    | Schüssel I                    |
| |                         |                 |                 |        |                               |
| | Heinz-Christian Strache | 18/12/2017      | 22/05/2019      | FPÖ    | Kurz I                        |
| | Juliane Bogner-Strauß   | 22/05/2019      | 03/06/2019      | ÖVP    | Kurz I                        |
| | Eduard Müller           | 03/06/2019      | 07/01/2020      | Sans   | Bierlein                      |
| | Werner Kogler           | 07/01/2020      | 03/03/2025      | Grünen | Kurz II Schallenberg Nehammer |
| Titre du portefeuille : - 2020-2025 : Arts, Culture, Fonction publique et Sports (Kunst, Kultur, öffentlichen Dienst und Sport) |                         |                 |                 |        |                               |